# 石峰区
石峰区（せきほう-く）は中華人民共和国湖南省株洲市に位置する市轄区。

## 行政区画
- 街道弁事所：田心街道、響石嶺街道、清水塘街道、銅塘湾街道、井竜街道、学林街道
- 鎮：雲田鎮